# Orizzonte archeologico
Un orizzonte archeologico è un periodo ampiamente disseminato di arte comune e manufatti in un sito archeologico o, in modo più usuale, sopra una più vasta area geografica, ed è un livello distintivo in quelle sequenze archeologiche di aree o siti. 
Un esempio di orizzonte archeologico è l'orizzonte di dark earth (terra oscura) in Inghilterra, il quale separa i manufatti romani da quelli nativi successivi, indicando l'abbandono di aree urbane nella Britannia romana durante il II secolo d.C.
Il termine viene usato per denotare una serie di relazioni stratigrafiche che formano una fase archeologica o fanno parte di un processo determinante le fasi archeologiche di un sito. Un orizzonte archeologico può essere compreso come una frattura in contesti formati nella matrice di Harris, denotante un cambiamento epocale su un dato sito tramite la delineazione nel tempo di reperti trovati dentro i contesti archeologici.  
Il termine "orizzonte archeologico" è talvolta usato in modo improprio al posto del termine strato o stratus.